# فريتز-رودلف شولتس
فريتز-رودلف شولتس هو سياسي ألماني، ولد في 19 فبراير 1917 في ميونخ في ألمانيا، وتوفي في 2 مارس 2002 في Gau-Bischofsheim ‏ في ألمانيا. نشط حزبياً في الحزب الديمقراطي الحر. وقد انتخب Parliamentary Commissioner for the Armed Forces ‏ (1970 – 1975) وانتخب عضو مجلس الشورى الموحد في راينلاند بالاتينات ‏ وانتخب عضو في البوندستاغ الألماني خلال فترته النيابية ‏ (15 أكتوبر 1957 – 15 أكتوبر 1961).

## وصلات خارجية
- فريتز-رودلف شولتس على موقع مونزينجر (الألمانية)